# Campagna di Yorktown
La campagna di Yorktown (denominata anche campagna della Viginia) è stata un'operazione militare durante la guerra d'indipendenza americana iniziata nel gennaio 1781 che culminò con la decisiva Battaglia di Yorktown dell'ottobre 1781 a seguito del quale le truppe dell'esercito britannico guidate dal generale Charles Cornwallis furono costrette alla resa dalle forze americane del generale George Washington e dai reparti del corpo di spedizione francese in America del generale Jean-Baptiste de Rochambeau.
La campagna, caratterizzata da complesse e prolungate manovre dei reparti terrestri e da importanti operazioni navali della marina francese contro quella britannica, ebbe un'importanza decisiva per l'esito finale della Guerra d'indipendenza; la pesante sconfitta spinse il governo britannico ad aprire trattative di pace con le Tredici colonie americane.

## La campagna
Tra il gennaio e l'aprile 1781 nuove truppe britanniche arrivarono in Virginia unendosi all'armata di Lord Cornwallis. George Washington ordinò prima al marchese de la Fayette e poi ad Anthony Wayne di attaccare i britannici per impedire che queste potessero effettuare dei raid e rifornirsi.
Nel luglio Cornwallis, su ordine del generale Sir Henry Clinton mosse verso Yorktown e lì costruì una linea difensiva inespugnabile via terra ma vulnerabile ad un blocco navale.
Dopo una serie di operazioni minori, la flotta francese dell'ammiraglio de Grasse riuscì a prendere il controllo della baia di Chesapeake impedendo che a Cornwallis giungessero rinforzi via mare. La flotta britannica cercò di rompere il blocco ma l'ammiraglio Sir Thomas Graves venne sconfitto nella decisiva Battaglia di Chesapeake del 5 settembre 1781.
A seguito di questo successo, le forze franco-americane ammassate nei pressi di New York mossero verso sud e a metà settembre arrivarono a Yorktown assediando la città.
Ben presto Corwallis si rese conto di non poter resistere all'assedio e il 19 ottobre si arrese.

## Conseguenze
Quando la notizia della resa di Lord Corwallis giunse a Londra il governo di Lord North cadde e il successivo esecutivo guidato dal marchese di Rockingham intavolò delle trattative di pace che portarono al trattato di Parigi del 1783 con il quale re Giorgio III riconosceva l'indipendenza degli Stati Uniti.